# Terezie Měchurová

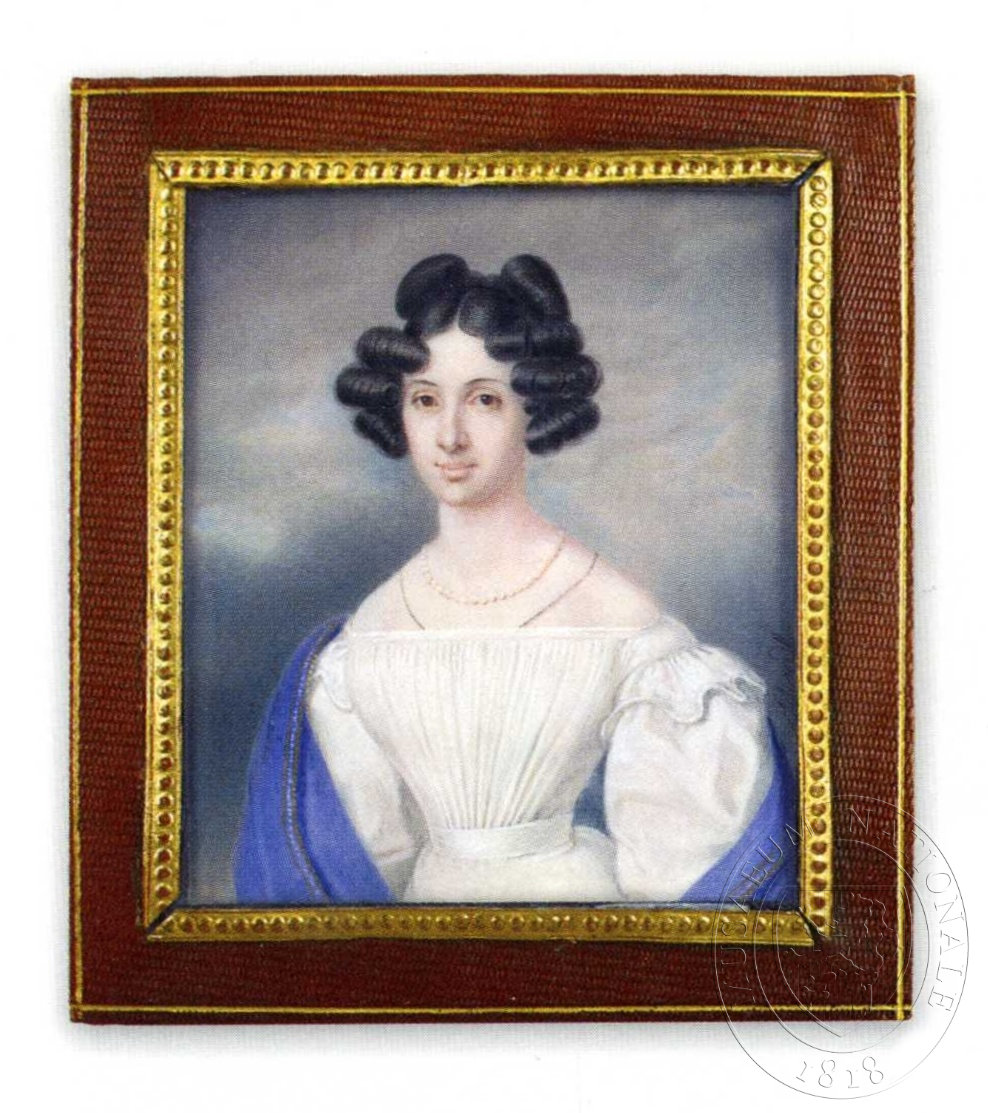
Terezie Měchurová von Heinrich Schödl (1828)

Terezie Měchurová (verheiratet Terezie Palacká; 10. Januar 1807 in Prag – 18. August 1860 in Děčín-Podmokly) war die Ehefrau des böhmischen Historikers und Politikers František Palacký.

## Leben
Sie entstammte der Ehe von Jan Měchura, einem wohlhabenden Anwalt und böhmischen Adligen, mit seiner Frau Marie. Ihr Bruder Leopold war ein Komponist. Im Kultursalon ihres Vaters im Haus Nr. 719/II in der heutigen Palacký-Straße in Prag lernte sie am 16. September 1827 den böhmischen Historiker und Politiker František Palacký kennen, ihren späteren Ehemann. Nach dem Tod ihres Schwiegervaters führte Palacký diesen Salon weiter. Terezie und ihre Schwester Antonie waren musikalisch gebildet und spielten Harfe. Terezie brachte eine Mitgift in die Ehe ein, die die finanziellen Probleme der Palackýs löste. Aufgrund seiner protestantischen Konfession verpflichtete er sich vor der Hochzeit zur katholischen Erziehung ihrer Kinder.
Terezie litt unter fragiler Gesundheit, bedingt durch einen angeborenen Herzfehler und weitere Krankheiten, die sie bereits seit ihrer Kindheit begleiteten. Als der Familienarzt der Měchurs, Jan Theobald Held, František Palacký darüber informierte, dass er um die Hand eines Mädchens anhalte, das niemals vollständig gesund sein würde, antwortete Palacký: „Umso mehr ein Grund für mich, sie zu heiraten.“ Zu jener Zeit riet ihm Held, stattdessen Terezies Schwester Antonie zu heiraten, die ebenfalls Harfe spielte.

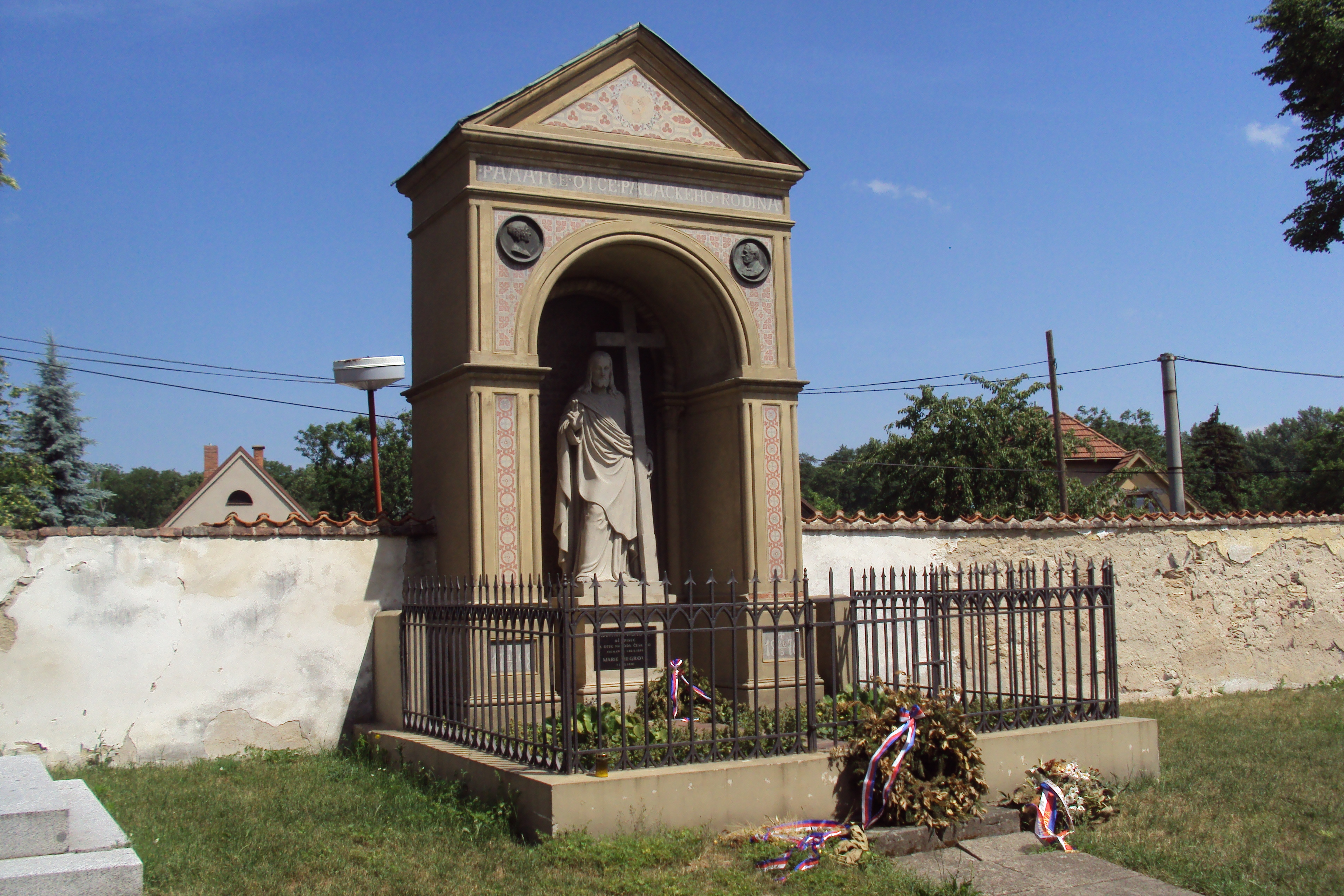
Das Grab von František und Terezie Palacký in Lobkovice.

Ihre Ehe scheint größtenteils glücklich verlaufen zu sein. Aufgrund der häufigen Reisen von František Palacký schrieb er seiner Frau während seiner Abwesenheiten Briefe, von denen 502 erhalten geblieben sind. Er brachte ihr Souvenirs mit und nahm sie regelmäßig mit in den Urlaub an die Côte d’Azur; zuletzt besuchten sie kurz vor ihrem Tod mehrmals Nizza. Terezie Palacká starb auf der Rückreise während eines Zwischenstopps am Bahnhof Podmokly, laut Todesanzeige „an Wassersucht, verursacht durch eine Herzkrankheit … im Alter von 53 Jahren und 7 Monaten …“.
Ihre letzte Ruhestätte fand sie in der Familiengruft in Lobkovice bei Neratovice, wo später auch ihr Ehemann und ihre Tochter Marie Riegrová-Palacká beigesetzt wurden.